# Вйоска (Олесницький повіт)
Вйоска (пол. Wioska) — село в Польщі, у гміні Сицув Олесницького повіту Нижньосілезького воєводства.
Населення — 639 осіб (2011).
У 1975-1998 роках село належало до Каліського воєводства.

## Демографія
Демографічна структура станом на 31 березня 2011 року:
|          | Загалом | Допрацездатний вік | Працездатний вік | Постпрацездатний вік |
| -------- | ------- | ------------------ | ---------------- | -------------------- |
| Чоловіки | 322     | 82                 | 229              | 11                   |
| Жінки    | 317     | 78                 | 213              | 26                   |
| Разом    | 639     | 160                | 442              | 37                   |